# Instituto Mexicano de Ejecutivos de Finanzas
El Instituto Mexicano de Ejecutivos de Finanzas, A.C. (IMEF) es una asociación civil sin fines de lucro que convoca y agrupa a destacados miembros del sector financiero mexicano y tiene presencia en más de 19 ciudades del país. Además, forma parte de la International Association of Financial Executives Institutes (IAFEI). 

## Fundación y estructura
El IMEF se fundó el 21 de septiembre de 1961 como una organización dedicada a la superación profesional y humana de sus asociados. 
El Instituto es miembro fundador de la International Association of Financial Executives Institutes (IAFEI). El IMEF es creador del Indicador IMEF del Entorno Empresarial Mexicano (IIEEM), principal índice de la industria de México para su medición en comportamiento a corto plazo en alianza con el Inegi.

## Historia
El instituto fue creado en 1961 como una asociación civil con el objetivo de capacitar a sus asociados en el área financiera. Sus afiliados pertenecen a empresas e instituciones del sector público y del sector privado en México. 
Forman parte también, académicos e investigadores especializados en contaduría, administración, actuaría, economía, y finanzas de México y Latinoamérica. Las investigaciones se llevan a cabo de manera individual o conjunta con universidades y otros centros de investigación.

## Indicador IMEF del Entorno Empresarial Mexicano (IIEEM)
El IMEF en colaboración con el INEGI, creó el Indicador IMEF, que es un índice que mide el clima empresarial en torno al ambiente económico y anticipa la trayectoria o dirección de la actividad económica en el muy corto plazo. Se divide en dos: el Manufacturero y el No-Manufacturero. El IIEEM emula la metodología que el Institute for Supply Management (ISM) de Estados Unidos que se elabora desde 1948.
Los datos que construyen a este indicador son los que revelan las mismas empresas, aquellas en donde los asociados del IMEF se encuentran, así como las agrupadas en organismos empresariales como la Confederación Patronal de la República Mexicana (Coparmex), American Chamber of Commerce, la Asociación Nacional de la Industria del Plástico (Anipac), la Cámara Nacional de la Industria de la Transformación (Canacintra) y la Confederación de Cámaras Industriales (Concamin).

## Publicaciones
El IMEF cuenta con la revista IMEF (antes Ejecutivos de Finanzas), la cual publica artículos de difusión e investigación documental. Por otra parte, a lo largo de su existencia, el instituto ha publicado y editado obras de difusión y actualización contable y de finanzas, algunas de estas son:
- Maquiladoras su estructura y operación, en 1986.
- Perspectivas de la economía mexicana y oportunidades de inversión: seminario en Nueva York, en 1987.
- Costos fijos y costos variables: una separación fundamental (edición), autoría de Miguel Ángel Peralta Lozano y Ana María Alonso Sánchez, en 1988.
- Fuentes de financiamiento: manual de consulta, en coautoría con Grupo Guadalajara en 1992.
- Seminario sobre política fiscal y comercio exterior para 1994, en 1994.
- Medición de desempeño entre unidades relacionadas, en coautoría con Deloitte % Touche y el Instituto Tecnológico Autónomo de México en 2003.
- El gobierno corporativo en México, en 2004.
- Tecnologías de información y comunicaciones para la competitividad, en 2007.

## Premio Internacional IMEF-EY
En 1984 la Fundación de Investigación IMEF otorgó el primer premio y ésta, tiene como propósito fomentar y estimular la investigación en temas de interés tanto del ámbito macrofinanciero, como de la actividad empresarial y de finanzas públicas en México y Latinoamérica. El jurado del premio Internacional IMEF-EY está conformado, entre otros, por:
- Secretario de Hacienda y Crédito Público (SHCP).
- Gobernador del Banco de México (Banxico).
- Presidente de la Comisión Nacional Bancaria y de Valores (CNBV.)
- Presidente del Consejo Coordinador Empresarial (CCE).
- Presidente nacional del Instituto Mexicano de Ejecutivos de Finanzas.
- Presidente del Instituto Mexicano de Contadores Públicos.
- Director del Consejo Nacional de Ciencia y Tecnología (Conacyt).
- Director general de EY.
- Autoridades de nueve instituciones de educación superior de México.

## IMEF Universitario

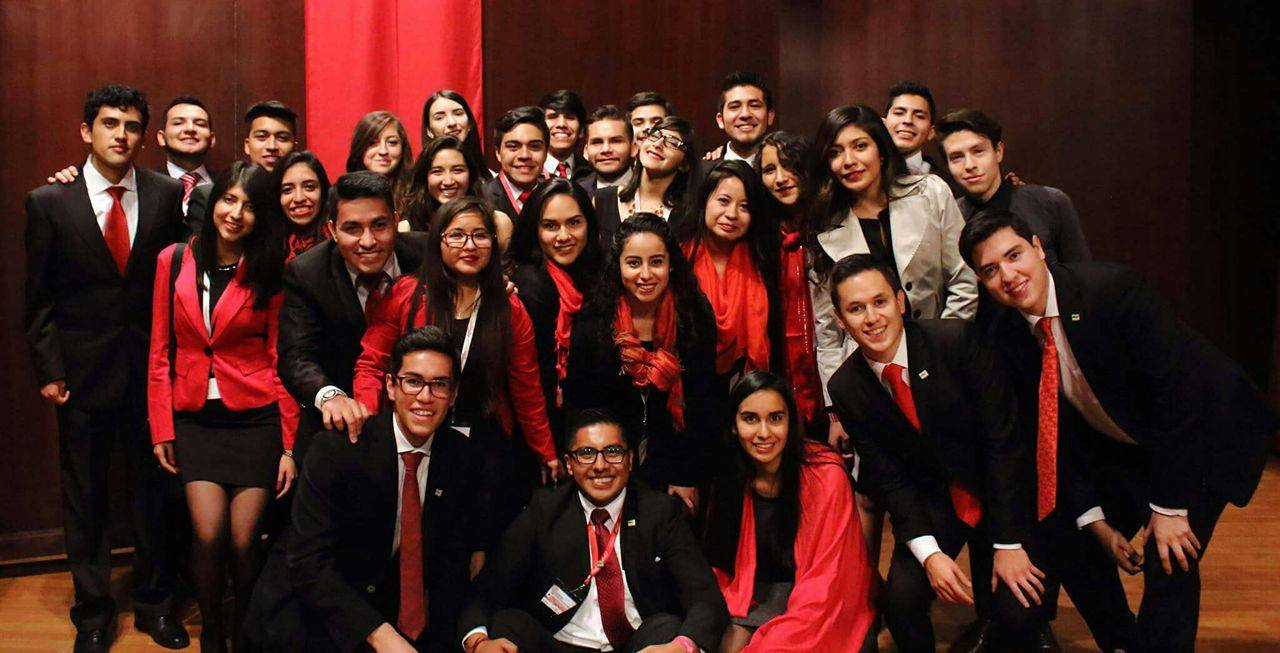
IMEF Universitario en el Encuentro Nacional de Mesas Directivas Locales.

El IMEF en su capítulo Universitario es una organización integrada por estudiantes dependientes del IMEF A.C. que une a personas interesadas y comprometidas en el entorno económico, financiero y empresarial con el propósito de realizar acciones que contribuyan a la generación de valor en la sociedad. Además, tiene como misión proporcionar herramientas para la formación de líderes universitarios en estos ámbitos a través del emprendimiento, investigación, responsabilidad social y promoción de sus eventos. 

### Historia
El IMEF Universitario fue creado en el año 1996 por el Ing. Emilio Illanes, el entonces presidente del Instituto Mexicano de Ejecutivos de Finanzas, con el propósito de que los profesionistas en finanzas se involucraran de una nueva manera en el desarrollo de nuevas generaciones de ejecutivas y ejecutivos con nuevos principios, habilidades y criterio, entre otras habilidades.

### Reconocimientos IMEFU 2013
| Puesto                 | Nombre                        | Universidad  | Región       |
| ---------------------- | ----------------------------- | ------------ | ------------ |
| Presidente             | César Augusto Luna Nevárez    | UJED FECA    | Norte Centro |
| Secretario             | Bárbara Escobedo Orozco       | UJED FECA    | Norte Centro |
| Tesorería              | Anaí Larrañaga Tapia          | ITESM Toluca | Centro       |
| Eventos Nacionales     | -                             | -            | -            |
| Investigación          | Jacinto Méndez Vallejo        | IEST Anáhuac | Noreste      |
| Promoción y Desarrollo | Omar Lugo Martínez            | FACPYA       | Noreste      |
| Relación con Socios    | José Antonio Agredano Vázquez | UNAM FCA     | CDMX Sur     |
| Responsabilidad Social | Rodolfo Iván Cruz Méndez      | UNAM FCA     | CDMX Sur     |

### Reconocimientos IMEFU 2015
| Puesto                 | Nombre                        | Universidad  | Región     |
| ---------------------- | ----------------------------- | ------------ | ---------- |
| Presidente             | Vania Violeta                 | EBC Reforma  | CDMX Norte |
| Secretario             | María Guadalupe Palos Riera   | IPN ESCA ST  | CDMX Norte |
| Tesorería              | Eduardo Roa Contreras         | ITESM CEM    | CDMX Norte |
| Eventos Nacionales     | -                             | -            | -          |
| Investigación          | Manuel Cañas Viveros          | ITESM CCM    | CDMX Sur   |
| Promoción y Desarrollo | Rubén Campos Pérez            | IPN ESCA ST  | CDMX Norte |
| Relación con Socios    | Karen Lizzette Barrera Rivera | ITESM Toluca | Centro     |
| Responsabilidad Social | -                             | -            | -          |

### Reconocimientos IMEFU 2016
| Puesto                 | Nombre                          | Universidad    | Región    |
| ---------------------- | ------------------------------- | -------------- | --------- |
| Presidente             | Martin Eduardo Landeros Rochín  | UNISON         | Noroeste  |
| Secretario             | Verenisse López Flores          | UNAM FCA       | CDMX Sur  |
| Tesorería              | Abigail Chavira                 | UVM Hermosillo | Noroeste  |
| Eventos Nacionales     | Carolina Armenta Taylor         | UNISON         | Noroeste  |
| Investigación          | Aideé María Garay Franco        | UAG            | Occidente |
| Promoción y Desarrollo | Jesús Francisco Olivarria Ochoa | UNISON         | Noroeste  |
| Relación con Socios    | Mónica Lilián Córdova           | UNISON         | Noroeste  |
| Responsabilidad Social | Cielo Fernanda Torres Saldierna | IEST Anáhuac   | Noreste   |

### Reconocimientos IMEFU 2017
| Puesto                        | Nombre                             | Universidad    | Región     |
| ----------------------------- | ---------------------------------- | -------------- | ---------- |
| Presidente                    | Marla Elizabeth Almódovar Martínez | ITCJ           | Noroeste   |
| Secretario                    | Patricia Venegas Mesta             | ITCJ           | Noroeste   |
| Tesorería                     | Irlanda Argentina Olivas Salazar   | UVM Hermosillo | Noroeste   |
| Emprendimiento y Comunicación | Karla Fernanda Martínez Pérez      | Anáhuac Oaxaca | Centro Sur |
| Investigación                 | Erik Nevarez Ríos                  | ITCJ           | Noroeste   |
| Promoción y Desarrollo        | Daniel Arturo López Aguilar        | UVM Hermosillo | Noroeste   |
| Relación con Socios           | Anna Paola Vega García             | UNISON         | Noroeste   |
| Responsabilidad Social        | Orlando Gaytán Pacheco             | UVM Hermosillo | Noroeste   |

### Reconocimientos IMEFU 2020
| Puesto                 | Nombre                         | Universidad      | Región       |
| ---------------------- | ------------------------------ | ---------------- | ------------ |
| Presidente             | Carlos Daniel Hurtado Ocampo   | EBC CDMX         | CENTRO       |
| Secretario             | Rosaura Itzell Rodríguez Mata  | IEST Anáhuac     | Noreste      |
| Tesorería              | Héctor Giovanny Ángeles Pineda | ITD              | Norte Centro |
| Eventos Nacionales     | Edson Omar Flores              | IPN ESCA Tepepan | CDMX Sur     |
| Investigación          | Luis Fernando Vázquez Pérez    | UJED FECA        | Norte Centro |
| Promoción y Desarrollo | Joana Fernanda huerta          | IBERO PUEBLA     | CENTRO       |
| Responsabilidad Social | Grecia Velasco Sánchez         | UJED FECA        | Norte Centro |

### Campeones Torneo Nacional de Debate
| Año  | Región          | Universidad                                    | Integrantes del Equipo |
| ---- | --------------- | ---------------------------------------------- | --- |
| 2016 | Noreste         | UANL Facultad de Economía                      | Laura Osorio, Jorge Garza, José Luis Gutiérrez                                                                             |
| 2017 | Noreste         | UANL Facultad de Economía                      | |
| 2018 | CDMX Sur        | Anahuác México Sur                             | Lorena Loyola García, David Carreño                                                                                        |
| 2019 | Centro Sur      | Universidad Veracruzana - Facultad de Economía | Erika Martínez Rojano, Javier Ramírez Bartolo, Luis Antonio Baruch Mendoza                                                 |
| 2020 | Centro Sur      | Anáhuac Oaxaca                                 | Regina Vidrio Abascal, Efrén Enríquez Martínez, Misael Esteban Vásquez Añas                                                |
| 2021 | CDMX Sur        | UNAM FCA                                       | Kathya Juárez Argüelles, Iván Bravo Villa, Sebastián Díaz Kim                                                              |
| 2022 | Occidente Norte | UP Aguascalientes                              | Michelle Machado Galindo, Daniel Muñiz Medina, Santiago Ortega López, Sharai Calderón Muñiz                                |
| 2023 | CDMX Sur        | UNAM FCA                                       | Kathya Juárez Argüelles, Iván Bravo Villa, Carlos Alberto Valadez Real                                                     |
| 2024 | Norte           | ITESM LAG                                      | Victoria Daniela De la Moa Rosales, Diego Félix Díaz Padilla, Diana Marcela Lara Rodríguez, Jacobo Murra Belausteguigoitia |

## Universidades
| Noreste            | Noroeste         | Norte centro         | Sur                                              | Centro Sur                                     | CDMX Norte            | CDMX Sur          | Occidente                         | Centro            |              |
| ------------------ | ---------------- | -------------------- | ------------------------------------------------ | ---------------------------------------------- | --------------------- | ----------------- | --------------------------------- | ----------------- | ------------ |
| IEST Anáhuac.      | ITCJ.            | UJED FECA.           | UADY: Facultad de derecho.                       | Anáhuac Puebla.                                | UNAM FES Cuautitlán.  | UNAM FCA.         | UP AGS.                           | UPEMOR.           |              |
| UAT.               | UACJ.            | UASLP FCA.           | UADY: Facultad de Economía.                      | BUAP FDA.                                      | ITESM Santa Fe.       | UNAM FI.          | UVM GDL.                          | ITESM Toluca.     |              |
| ITESM MTY.         | UVM Hermosillo.  | ITD.                 | UADY: Facultad de Contabilidad y Administración. | Cristóbal Colón.                               | IPN ESCA Santo Tomás. | IPN ESCA Tepepan. | ITESO.                            | ITESM Qro.        |              |
| FAECO UANL.        | UNISON.          | EBC San Luis Potosí. | Universidad Marista.                             | UDLAP.                                         | EBC Reforma.          | ITAM.             | UAA.                              | Anáhuac Qro.      | FACPYA UANL. |
| U-ERRE.            | ITESM Chihuahua. | UASLP FDE.           | Universidad Modelo.                              | ITESM Puebla.                                  | UVM Lomas Verdes.     | UNAM FC.          | UMSNH.                            | UAEMex.           |              |
| UDEM.              | UACH.            | ITESM Laguna.        | Universidad Anáhuac Mayab.                       | Anáhuac Oaxaca.                                | ITESM CEM.            | Anáhuac Sur.      | UDG.                              | UVM Querétaro.    |              |
| ULSA Saltillo.     | ITES Los cabos.  | ITESM SLP.           | Instituto Tecnológico de Mérida.                 | BUAP Economía.                                 | UNAM FES Acatlán.     | UPMX.             | UP GDL.                           | ITESM Cuernavaca. |              |
| Tec Milenio (MTY). | UAS Culiacán.    | LA SALLE Laguna.     | EBC Chiapas.                                     | UPPuebla.                                      |                       | ITESM CCM.        | Instituto Tecnológico de Morelia. | UAQ.              |              |
|                    |                  |                      |                                                  | BUAP FDC.                                      |                       |                   |                                   | EBC Querétaro     |              |
|                    |                  |                      |                                                  | Universidad Veracruzana - Facultad de Economía |                       |                   |                                   |                   |              |
|                    | UABC.            |                      |                                                  | Tec Milenio Puebla.                            |                       | UNAM FE.          |                                   | Tec Milenio Qro.  |              |

En 2023 las regiones del IMEF Universitario sufrieron una reestructuración quedando 13 regiones de la siguiente manera:
| Bajío       | Centro       | Centro Norte            | Centro Sur     | Golfo | Noreste                       | Noroeste       | Norte           | Occidente | Occidente Norte | Pacífico       | Sureste        | Suroeste       |
| ----------- | ------------ | ----------------------- | -------------- | ----- | ----------------------------- | -------------- | --------------- | --------- | --------------- | -------------- | -------------- | -------------- |
| ANÁHUAC QRO | UNAM FCA     | EBC Campus Tlalnepantla | BUAP FDA       | UCC   | UANL FACPYA                   | CETYS Mexicali | TECNM CJ(ITCJ)  | UdG       | EBC AGS         | TECMILENIO CLN | ANÁHUAC CANCÚN | ANÁHUAC OAXACA |
| UAEH        | UNAM FE      | ITESM CEM               | BUAP FDC       | UX    | UDEM                          | ITSON          | UAL             | ITM       | EBC SLP         | TECNM CLN      | UADY FCA       | EBC CHP        |
| UAQ QRO     | UNAM FI      | UNAM FES ARAGÓN         | BUAP FDE       |       | TECMILENIO Campus Monterey    | ITES LC        | LA SALLE LAGUNA | EBC GDL   | UAA             | UAdeO CLN      | UADY FDE       |                |
| UAQ SJR     | UNAM FC      | IPN STO                 | IBERO PUE      |       | ANÁHUAC IEST                  | UNISON         | ITESM LAG       | UP GDL    | UG              | UAS CLN        | UADY FD        |                |
| UNICEQ      | UAEMÉX FE    | IPN ESE                 | UDLAP          |       | UAT TAM                       | UVM HMO        | ULSA CHI        |           | UP AGS          |                | EBC MID        |                |
|             | UAEMÉX FCA   | IPN UPIICSA             | UPAEP          |       | UNE (Universidad del Noreste) |                | ITESM CHI       |           | EBC LEÓN        |                | ANÁHUAC MAYAB  |                |
|             | IPN ESCA TEP |                         | UPPUE          |       | UAdeC                         |                | TECMIL LAG      |           |                 |                |                |                |
|             | ITESM CCM    |                         | ANÁHUAC PUEBLA |       | U-ERRE                        |                | UACH            |           |                 |                |                |                |
|             |              |                         | TECMIL PUE     |       | UAT FCAV                      |                |                 |           |                 |                |                |                |
|             |              |                         |                |       | UANL FAECO                    |                |                 |           |                 |                |                |                |